# Уджей
Уджей — село в Каратузском районе Красноярского края. Административный центр и единственный населённый пункт сельского поселения Уджейский сельсовет.
Основано в 1855 году
Население - 343 (2017)

## История
Первое упоминание об Уджее относится к 1855 году. В исповедальных росписях 1856 год в деревне Уджей значится 14 дворов. В XIX веке жители деревни сеяли пшеницу, просо, лён, коноплю, горох, гречиху. Со временем перегородили Уджейку плотиной, поставили мельницу. В Уджее развивалось кустарное производство: кожевенное, кузнечное, бондарное, гончарное. Деревня славилась лошадьми, за которыми приезжали из соседних волостей.
Во второй половине XIX века в деревне открылся винокуренный завод. По одним источникам, завод был открыт предпринимателем Владимировым в 1852 году, по другим — в 1879 году. На производстве было занято 12 человек. В 1880-е гг. хозяином завода стал золотопромышленник М. Колобов. На протяжении четырёх лет он занимался реконструкцией предприятия. При нём производство значительно расширилось, было установлено более совершенное оборудование. Число рабочих при новом хозяине составило более 100 человек. После революции завод прекратил работу, его оборудование было вывезено в село Знаменку.
В 1917 году состоялись выборы в первый Уджейский Совет рабочих и крестьянских депутатов. В ноябре 1918 года уджейцы приняли участие в Минусинском восстании, сформировав отряд численностью более 70 человек. После поражения повстанцев в Уджей нагрянули каратели, многие местные жители были расстреляны колчаковцами.
В 1921 году переселившиеся с Поволжья татары основали вблизи Уджея выселок Казань. Была открыта школа первой ступени.
В 1930 году бойцами Омского шестого отдельного караульного батальона, желавшими демобилизоваться досрочно, была создана коммуна «Красный боец». Из двух предложенных для проживания мест коммунары выбрали деревню Уджей. В коммуне имелись кузница, столярка, организовали столовую. Было решено восстановить завод, где позже организовали производство крахмала и патоки. Коммунары отремонтировали плотину на реке Уджейке, восстановили мельницу. В 1932 году коммуна ликвидируется. Бывший винокуренный завод был передан в собственность райкоммунхоза, на его базе открыт Каратузский райпищекомбинат. На выселках Исаевка и Казань организовали колхозы.
В 1950 году, в результате укрупнения, все колхозы сельсовета объединились в одно хозяйство под названием «За коммунизм». На райпищекомбинате начали действовать сушильный, кондитерский, маслобойный, засолочный, маринадный, колбасный, кисельный, крахмальный цеха, цех по производству газированной воды. В небольшом количестве варили пиво. С открытием Абаканского пивзавода спрос на уджейское пиво упал, в 1981 году завод был закрыт, оборудование вывезено в посёлок Курагино.
В 1964 году Уджейская школа стала восьмилетней, а в 1965 г. для неё построили новое здание. В 1976 году в селе был проведен водопровод. С 1977 по 1990 год интенсивно строится жилье, появляются новые улицы. В 1989 году был сдан в эксплуатацию дом культуры, строится детский сад на 90 мест. В 1990 году проведена автоматическая телефонная связь, асфальтируются дороги.
В 1992 году колхоз «За коммунизм» реорганизовали, вместо него образована сельскохозяйственная артель «Рассвет», которая занимается растениеводством.

## Физико-географическая характеристика
Село расположено в пределах Южно-Минусинской котловины на левом берегу реки Амыл (напротив острова Качульский), при впадении реки Уджей, на высоте 312 метров над уровнем моря. В окрестностях распространены серые лесные почвы. Почвообразующие породы - глины и суглинки
Расстояние до районного центра села Каратузское составляет 22 км, до ближайшего относительно крупного города Минусинск - 93 км.
Климат резко континентальный (согласно классификации климатов Кёппена - Dfb). Среднегодовая температура положительная и составляет +0,4 °С, средняя температура самого холодного месяца января - 20,4 °С, самого жаркого месяца июля + 19,2 °С. Многолетняя норма осадков - 547 мм, наибольшее количество осадков выпадает в тёплое время года (в июле - 95 мм). наименьшее в период с января по март (норма февраля - 15 мм)
Уджей, как и весь Красноярский край, находится в часовой зоне МСК+4. Смещение применяемого времени относительно UTC составляет +7:00.

## Население
| 1859 | 1926 | 2010 | 2012 | 2013 | 2014 | 2015 |
| ---- | ---- | ---- | ---- | ---- | ---- | ---- |
| 193  | ↗929 | ↘393 | ↗400 | ↗402 | ↘372 | ↘355 |
| 2016 | 2017 |      |      |      |      |      |
| ↘354 | ↘343 |      |      |      |      |      |

## Инфраструктура
В Уджее расположены основная школа, сельский дом культуры, библиотека, фельдшерско-акушерский пункт. 